# Faraj Al-Barasi
Faraj Al-Barasi (ar. فرج البرعصي; ur. 1960 – zm. 8 listopada 1989) – libijski piłkarz grający na pozycji napastnika. W swojej karierze grał w reprezentacji Libii.

## Kariera klubowa
Całą swoją karierę piłkarską Al-Barasi spędził w klubie Al-Nasr Bengazi, w którym zadebiutował w 1980 roku i w którym grał aż do swojej śmierci, czyli do 1989 roku. Wywalczył z nim mistrzostwo Libii w sezonie 1986/1987 oraz zdobył dwa Puchary Libii w sezonach 1980/1981 i 1982/1983.

## Kariera reprezentacyjna
W 1982 roku Al-Barasi został powołany do reprezentacji Libii na Puchar Narodów Afryki 1982. Zagrał w nim w trzech meczach: grupowym z Tunezją (2:0), w którym strzelił gola, półfinałowym z Zambią (2:1) i finałowym z Ghaną (1:1, k. 6:7). Z Libią wywalczył wicemistrzostwo Afryki.